# 塞拉諾河

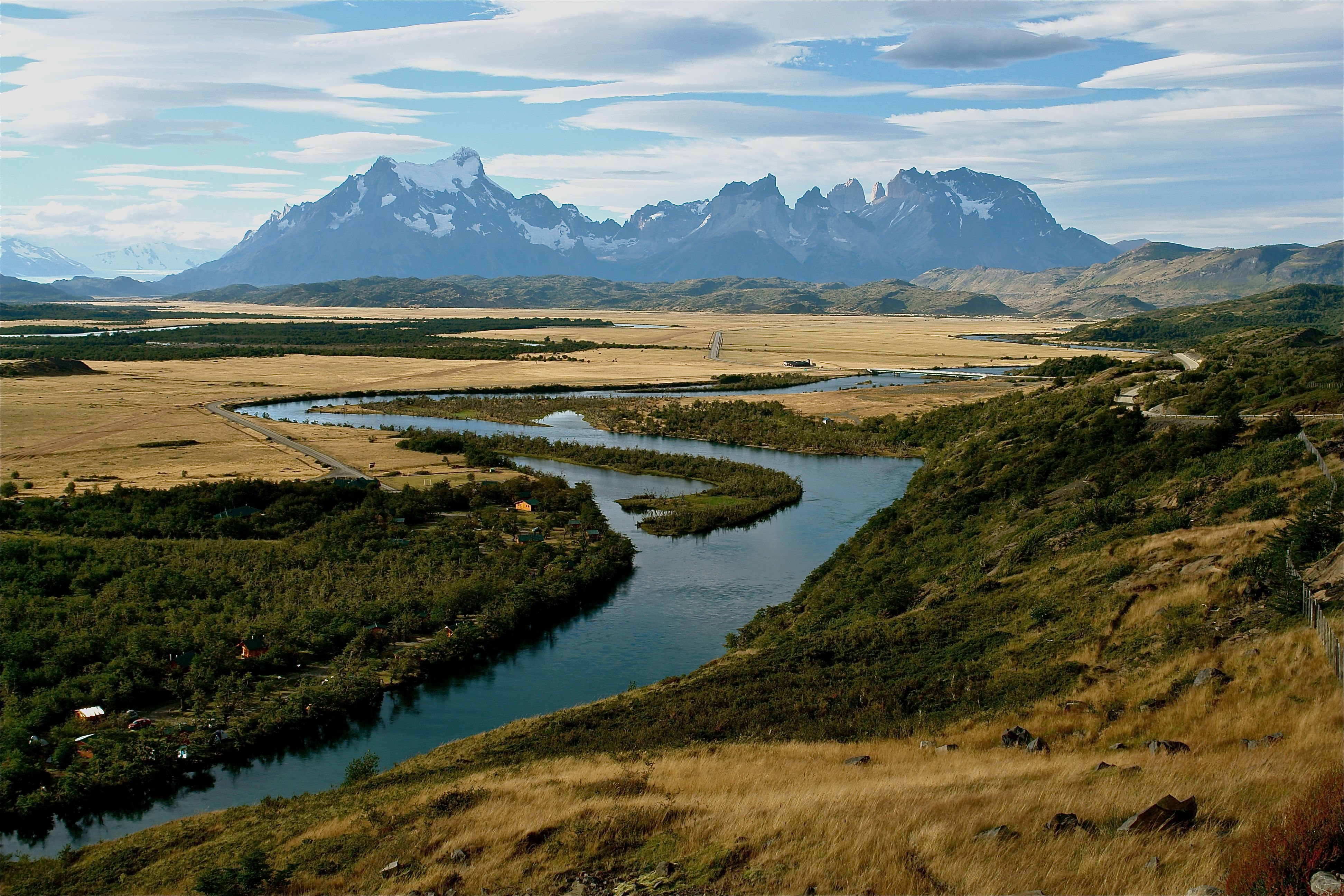
塞拉諾河

塞拉諾河（西班牙語：Río Serrano）是智利的河流，由麥哲倫-智利南極大區負責管轄，河道全長38公里，集水區面積6,673平方公里，發源自托羅湖，人類自公元前10,000年在該地區居住。
51°24′40″S 73°04′59″W / 51.411°S 73.083°W

## 外部連結
- Cuenca del río Serrano. 2004